# Estación Portuguesa-Tietê
La Estación Portuguesa-Tietê es una de las estaciones de la Línea 1 del metropolitano de la ciudad Brasileña de São Paulo. Fue inaugurada el 26 de septiembre de 1975 solo con el nombre "Tietê", habiendo sido modificada su denominación el 10 de junio de 2006, en homenaje a la Asociación Portuguesa de Deportes, club de fútbol ubicado muy cerca de la estación.

## Localización
Se sitúa al oeste de la Terminal Tietê, con la que tiene integración desde la inauguración de dicha terminal, en 1982, en la Avenida Cruzeiro do Sul, 1777, en lo distrito de Santana (Zona norte). Está a cerca de 200 metros al norte del Río Tietê y de su Avenida Marginal, de ahí viene su denominación.

## Características

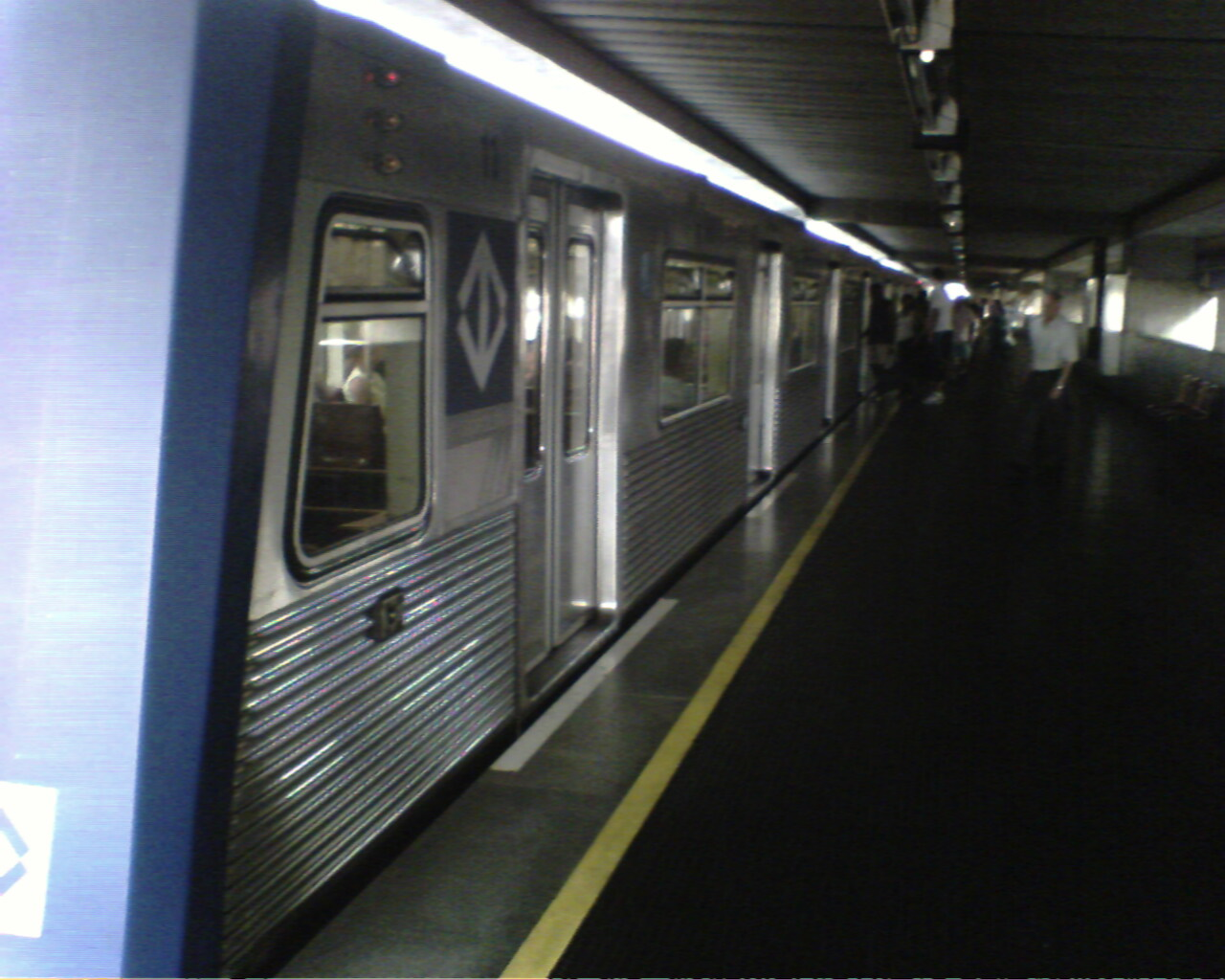
Plataforma de la estación.

Se trata de una estación elevada con estructura en concreto aparente, techo prefabricado de concreto y dos plataformas laterales. Posee, además del acceso, dos bloqueos juntos a cada una de las plataformas, de forma que el pasajero que desembarca en esta estación no puede tomar el tren en sentido contrario sin pagar otro pasaje.
Tiene 4.800 m² de área construida.
Posee cuatro salidas, siendo una de ellas dentro del edificio de la Terminal Tietê (con la cual se conecta a través de una larga pasarela aérea), una para la terminal de ómnibus urbanos existente al lado de la de autobuses de larga distancia (Terminal Tietê), otra salida a la vereda este y una última a la vereda oeste de la Avenida Cruzeiro do Sul, teniendo esta última un elevador para el acceso de discapacitados físicos.
La capacidad de la estación es de 20.000 pasajeros en hora pico.

### Demanda media de la estación
La media de entrada de pasajeros en esta estación, es de 52 mil pasajeros por día. Esto se da debido a la conexión con la terminal de autobuses de larga distancia Tietê.

### Líneas de SPTrans
Líneas de la SPTrans que salen de la Estación Tietê del Metro:
| Línea   | Destino          |
| ------- | ---------------- |
| 1743/10 | Jardim Pery Alto |
| 571T/10 | Terminal Sacomã  |
| 1702/10 | Jova Rural       |

## Alrededores de la estación
- Anhembi Parque
- Asociación Paulista de Cirujanos Dentistas
- Cidade Center Norte
- Clube Esperia
- Ericsson de Brasil
- Marginal Tietê
- Multimídia Trade Center
- Museo del Dentista

Educación
- EMPSG - Professor Derville Allegretti
- EMPSG - Vereador Antônio Sampaio
- Universidade Sant'Anna

Oficinas pública
- Archivo Público del Estado de São Paulo
- Teatro Alfredo Mesquita
- Terminal Tietê